# Campionati mondiali universitari di karate 2016
I campionati mondiali universitari di karate 2016 (2016 World University Karate Championships) si sono svolti dal 10 al 13 agosto 2016, a Braga, in Portogallo.

## Podi

### Uomini
| Evento           | Oro                                                                                                 | Argento | Bronzo                                                                                                |
| Kata individuale | Hiroki Kubo Giappone                                                                                | Mohammed El Hanni Marocco                                                                                   | William Geoffray Francia                                                                              |
| Kata individuale | Hiroki Kubo Giappone                                                                                | Mohammed El Hanni Marocco                                                                                   | Peter Fabian Slovacchia                                                                               |
| Kata a squadre   | Giappone Keita Nishihara Kazumasa Moto Ryuji Moto                                                   | Francia Lucas Jeannot Ahmed Zemouri Enzo Montarello                                                         | Spagna Jose Manuel Carbonell Lopez Antonio Garcia Vargas Lorenzo Carios Marin Villalobos              |
| Kata a squadre   | Giappone Keita Nishihara Kazumasa Moto Ryuji Moto                                                   | Francia Lucas Jeannot Ahmed Zemouri Enzo Montarello                                                         | Egitto Islam Hassan Zeyad Mohamed Ahmed Elswafy                                                       |
| Kumite −60 kg    | Matias Gomez Garcia Spagna                                                                          | Aly Smail Egitto                                                                                            | Sadriddin Saymatov Uzbekistan                                                                         |
| Kumite −60 kg    | Matias Gomez Garcia Spagna                                                                          | Aly Smail Egitto                                                                                            | Maximiliano Larrosa Uruguay                                                                           |
| Kumite −67 kg    | Steven Da Costa Francia                                                                             | Stefan Pokorny Austria                                                                                      | Magdy Abdelazez Egitto                                                                                |
| Kumite −67 kg    | Steven Da Costa Francia                                                                             | Stefan Pokorny Austria                                                                                      | Barney Gill Nuova Zelanda                                                                             |
| Kumite −75 kg    | Ali El-Sawy Egitto                                                                                  | Ken Nishimura Giappone                                                                                      | Dastonbek Otabolaev Uzbekistan                                                                        |
| Kumite −75 kg    | Ali El-Sawy Egitto                                                                                  | Ken Nishimura Giappone                                                                                      | Wei-Chieh Hsu Taipei cinese                                                                           |
| Kumite −84 kg    | Mohamed Elkotby Egitto                                                                              | Chun-Wei Wu Taipei cinese                                                                                   | Jamaal Ismail Khalid Otto Gran Bretagna                                                               |
| Kumite −84 kg    | Mohamed Elkotby Egitto                                                                              | Chun-Wei Wu Taipei cinese                                                                                   | Jessie Da Costa Francia                                                                               |
| Kumite +84 kg    | Ljubisa Mihailovic Montenegro                                                                       | Arsen Megrabian Russia                                                                                      | Ahmed Elasfar Egitto                                                                                  |
| Kumite +84 kg    | Ljubisa Mihailovic Montenegro                                                                       | Arsen Megrabian Russia                                                                                      | Hocine Daikhi Algeria                                                                                 |
| Kumite a squadre | Giappone Naotaka Ishihama Kamaguchi Koki Masamichi Funahashi Eiki Onishi Ken Nishimura Yuta Yoshiya | Spagna Pablo Arenas Zapata Raul Cuerva Mora Daniel Gomez Borge Matias Gomez Garcia Jagoba Vizuete Fernandez | Egitto Ahmed Elasfar Zeyad Mohamed Magdy Abdelazez Aly Ismail Islam Hassan Ali Elsawy Mohamed Elkotby |
| Kumite a squadre | Giappone Naotaka Ishihama Kamaguchi Koki Masamichi Funahashi Eiki Onishi Ken Nishimura Yuta Yoshiya | Spagna Pablo Arenas Zapata Raul Cuerva Mora Daniel Gomez Borge Matias Gomez Garcia Jagoba Vizuete Fernandez | Algeria Mouad Achache Abdelatif Benkhaled Hocine Daikhi Bilel Hareche Abdelmoumene Madi               |

### Donne
| Evento           | Oro                                                                            | Argento                                                        | Bronzo                                                                                     |
| Kata individuale | Misaki Tanaka Giappone                                                         | Sakura Kokumai Stati Uniti                                     | Randa Abdelaziz Egitto                                                                     |
| Kata individuale | Misaki Tanaka Giappone                                                         | Sakura Kokumai Stati Uniti                                     | Alexandra Feracci Francia                                                                  |
| Kata a squadre   | Spagna Margarita Morata Martos Jessica Moreno Wilkinson Lidia Rodríguez Encabo | Portogallo Ana Sofîa Cruz Rita Morgado Patricia Cardoso        | Rep. Ceca Barbora Kočtârovâ Simona Forstovâ Veronika Miškovâ                               |
| Kata a squadre   | Spagna Margarita Morata Martos Jessica Moreno Wilkinson Lidia Rodríguez Encabo | Portogallo Ana Sofîa Cruz Rita Morgado Patricia Cardoso        | Egitto Randa Abdelaziz Nour Elswafy Shaimaa Solyman                                        |
| Kumite −50 kg    | Rocio Sanches Estepa Spagna                                                    | Miho Miyahara Giappone                                         | Tsui-Ping Ku Taipei cinese                                                                 |
| Kumite −50 kg    | Rocio Sanches Estepa Spagna                                                    | Miho Miyahara Giappone                                         | Bettina Plank Austria                                                                      |
| Kumite −55 kg    | Emily Thouy Francia                                                            | Simona Zaborska Macedonia del Nord                             | Tzu-Yun Wen Taipei cinese                                                                  |
| Kumite −55 kg    | Emily Thouy Francia                                                            | Simona Zaborska Macedonia del Nord                             | Aya Brahim Egitto                                                                          |
| Kumite −61 kg    | Giana Lotfy Egitto                                                             | Natasha Stefanovska Macedonia del Nord                         | Xiaoyan Yin Cina                                                                           |
| Kumite −61 kg    | Giana Lotfy Egitto                                                             | Natasha Stefanovska Macedonia del Nord                         | Ayami Moriguchi Giappone                                                                   |
| Kumite −68 kg    | Alizée Agier Francia                                                           | Alisa Buchinger Austria                                        | Maya Suzuki Giappone                                                                       |
| Kumite −68 kg    | Alizée Agier Francia                                                           | Alisa Buchinger Austria                                        | Titta Keinänen Finlandia                                                                   |
| Kumite +68 kg    | Natsumi Kawamura Giappone                                                      | Meltem Hocaoğlu Turchia                                        | Amelia Jayne Harvey Gran Bretagna                                                          |
| Kumite +68 kg    | Natsumi Kawamura Giappone                                                      | Meltem Hocaoğlu Turchia                                        | Sohila Ahmed Egitto                                                                        |
| Kumite a squadre | Egitto Giana Lotfy Nada Mohamd Aisha Mohamed Hoda Moshraf                      | Taipei cinese Tsui-Ping Ku Tzu-Yun Wen Ching-Hsiu Kao Jou Chao | Austria Alisa Buchinger Amila Gojak Bettina Plank Nathalie Reiter                          |
| Kumite a squadre | Egitto Giana Lotfy Nada Mohamd Aisha Mohamed Hoda Moshraf                      | Taipei cinese Tsui-Ping Ku Tzu-Yun Wen Ching-Hsiu Kao Jou Chao | Macedonia del Nord Sara Radichevska Monika Stefanovska Natasha Stefanovska Simona Zaborska |

## Medagliere
Paese organizzatore.
| Posiz. | Nazione            | Oro | Argento | Bronzo | Totale |
| ------ | ------------------ | --- | ------- | ------ | ------ |
| 1      | Giappone           | 5   | 2       | 2      | 9      |
| 2      | Egitto             | 4   | 1       | 8      | 13     |
| 3      | Francia            | 3   | 1       | 3      | 7      |
| 4      | Spagna             | 3   | 1       | 1      | 5      |
| 5      | Montenegro         | 1   | 0       | 0      | 1      |
| 6      | Taipei cinese      | 0   | 2       | 3      | 5      |
| 7      | Austria            | 0   | 2       | 2      | 4      |
| 8      | Macedonia del Nord | 0   | 2       | 1      | 3      |
| 9      | Marocco            | 0   | 1       | 0      | 1      |
| 9      | Portogallo         | 0   | 1       | 0      | 1      |
| 9      | Russia             | 0   | 1       | 0      | 1      |
| 9      | Turchia            | 0   | 1       | 0      | 1      |
| 9      | Stati Uniti        | 0   | 1       | 0      | 1      |
| 14     | Algeria            | 0   | 0       | 2      | 2      |
| 14     | Gran Bretagna      | 0   | 0       | 2      | 2      |
| 14     | Uzbekistan         | 0   | 0       | 2      | 2      |
| 17     | Cina               | 0   | 0       | 1      | 1      |
| 17     | Rep. Ceca          | 0   | 0       | 1      | 1      |
| 17     | Finlandia          | 0   | 0       | 1      | 1      |
| 17     | Nuova Zelanda      | 0   | 0       | 1      | 1      |
| 17     | Slovacchia         | 0   | 0       | 1      | 1      |
| 17     | Uruguay            | 0   | 0       | 1      | 1      |
| Totale | Totale             | 16  | 16      | 32     | 64     |